# Coppa del Mondo di bob 2009
La Coppa del Mondo di bob 2008/09, organizzata dalla FIBT, è iniziata il 29 novembre 2008 a Winterberg, in Germania ed è terminata il 14 febbraio 2009 a Park City negli Stati Uniti. Si sono disputate ventiquattro gare, otto nel bob a 2 uomini, nel bob a 2 donne e nel bob a 4 in sette differenti località.
La tappa di Cesana, prevista tra il 19 e il 21 dicembre 2008, è stata cancellata a causa delle abbondanti nevicate verificatesi durante la manifestazione e pertanto le gare di bob a due uomini e donne sono state disputate durante la tappa di Sankt Moritz mentre quella di bob a quattro uomini a Park City.

La tappa di Cortina d'Ampezzo, in programma dal 9 all'11 gennaio 2009, è stata spostata per intero a Schönau am Königssee a causa di difficoltà tecniche legate alla pista italiana.
Nel corso della stagione si sono tenuti anche i campionati mondiali di Lake Placid 2009, negli Stati Uniti, competizione non valida ai fini della Coppa del Mondo mentre la tappa di Sankt Moritz ha assegnato anche il titolo europeo.

Questa Coppa del Mondo si è svolta come di consueto in parallelo alla Coppa del Mondo di skeleton.

## Risultati

### Uomini
| Data             | Località             | Specialità | Primi classificati                                                          | Secondi classificati                                                        | Terzi classificati |
| ---------------- | -------------------- | ---------- | --------------------------------------------------------------------------- | --------------------------------------------------------------------------- | --- |
| 29 novembre 2008 | Winterberg           | A due      | Beat Hefti Thomas Lamparter Svizzera                                        | André Lange Kevin Kuske Germania                                            | Thomas Florschütz Marc Kühne Germania |
| 30 novembre 2008 | Winterberg           | A quattro  | André Lange Alexander Rödiger Kevin Kuske Martin Putze Germania             | Aleksandr Zubkov Roman Orešnikov Dmitrij Trunenkov Dmitrij Stëpuškin Russia | Steven Holcomb Justin Olsen Steve Mesler Curtis Tomasevicz Stati Uniti                                                                   |
| 6 dicembre 2008  | Altenberg            | A due      | André Lange Kevin Kuske Germania                                            | Steven Holcomb Justin Olsen Stati Uniti                                     | Beat Hefti Thomas Lamparter Svizzera |
| 7 dicembre 2008  | Altenberg            | A quattro  | Karl Angerer Andreas Udvari Matej Juhart Gregor Bermbach Germania           | André Lange Alexander Rödiger Kevin Kuske Martin Putze Germania             | Aleksandr Zubkov Roman Orešnikov Dmitrij Trunenkov Dmitrij Stëpuškin Russia                                                              |
| 13 dicembre 2008 | Igls                 | A due      | Thomas Florschütz Marc Kühne Germania                                       | Beat Hefti Thomas Lamparter Svizzera                                        | Steven Holcomb Justin Olsen Stati Uniti                                                                                                  |
| 14 dicembre 2008 | Igls                 | A quattro  | Aleksandr Zubkov Roman Orešnikov Dmitrij Trunenkov Dmitrij Stëpuškin Russia | Steven Holcomb Justin Olsen Curtis Tomasevicz Steve Mesler Stati Uniti      | Dmitrij Abramovič Filipp Egorov Andrej Jurkov Pëtr Moiseev Russia                                                                        |
| 10 gennaio 2009  | Schönau am Königssee | A due      | Thomas Florschütz Marc Kühne Germania                                       | Ivo Rüegg Cédric Grand Svizzera                                             | Aleksandr Zubkov Dmitrij Trunenkov Russia e Karl Angerer Alex Mann Germania                                                              |
| 11 gennaio 2009  | Schönau am Königssee | A quattro  | Karl Angerer Andreas Udvari Alex Mann Gregor Bermbach Germania              | Edwin van Calker Arnold van Calker Sybren Jansma Arno Klassen Paesi Bassi   | André Lange René Hoppe Alexander Rödiger Martin Putze Germania e Jānis Miņins Daumants Dreiškens Oskars Melbārdis Intars Dambis Lettonia |
| 15 gennaio 2009  | Sankt Moritz         | A due      | Pierre Lueders David Bissett Canada                                         | Ivo Rüegg Roman Handschin Svizzera                                          | Beat Hefti Thomas Lamparter Svizzera |
| 17 gennaio 2009  | Sankt Moritz         | A due      | Pierre Lueders David Bissett Canada                                         | André Lange Martin Putze Germania                                           | Beat Hefti Thomas Lamparter Svizzera |
| 18 gennaio 2009  | Sankt Moritz         | A quattro  | Aleksandr Zubkov Roman Orešnikov Dmitrij Trunenkov Dmitrij Stëpuškin Russia | Thomas Florschütz Marc Kühne Andreas Barucha Alexander Metzger Germania     | Karl Angerer Andreas Udvari Thomas Pöge Gregor Bermbach Germania                                                                         |
| 6 febbraio 2009  | Whistler             | A due      | Thomas Florschütz Marc Kühne Germania                                       | Beat Hefti Thomas Lamparter Svizzera                                        | Pierre Lueders David Bissett Canada |
| 7 febbraio 2009  | Whistler             | A quattro  | Jānis Miņins Daumants Dreiškens Oskars Melbārdis Intars Dambis Lettonia     | Steven Holcomb Justin Olsen Steve Mesler Curtis Tomasevicz Stati Uniti      | Aleksandr Zubkov Filipp Egorov Pëtr Moiseev Aleksej Andrjunin Russia                                                                     |
| 12 febbraio 2009 | Park City            | A due      | Aleksandr Zubkov Aleksej Voevoda Russia                                     | Thomas Florschütz Marc Kühne Germania                                       | Beat Hefti Thomas Lamparter Svizzera |
| 13 febbraio 2009 | Park City            | A quattro  | Steven Holcomb Justin Olsen Steve Mesler Curtis Tomasevicz Stati Uniti      | Jānis Miņins Daumants Dreiškens Oskars Melbārdis Intars Dambis Lettonia     | Aleksandr Zubkov Roman Orešnikov Dmitrij Trunenkov Dmitrij Stëpuškin Russia                                                              |
| 14 febbraio 2009 | Park City            | A quattro  | Steven Holcomb Justin Olsen Steve Mesler Curtis Tomasevicz Stati Uniti      | Jānis Miņins Daumants Dreiškens Oskars Melbārdis Intars Dambis Lettonia     | Aleksandr Zubkov Roman Orešnikov Dmitrij Trunenkov Dmitrij Stëpuškin Russia                                                              |

### Donne
| Data             | Località             | Specialità | Prime classificate                         | Seconde classificate                                                                | Terze classificate                         |
| ---------------- | -------------------- | ---------- | ------------------------------------------ | ----------------------------------------------------------------------------------- | ------------------------------------------ |
| 29 novembre 2008 | Winterberg           | A due      | Helen Upperton Jennifer Ciochetti Canada   | Sandra Kiriasis Romy Logsch Germania                                                | Cathleen Martini Janine Tischer Germania   |
| 6 dicembre 2008  | Altenberg            | A due      | Sandra Kiriasis Berit Wiacker Germania     | Cathleen Martini Janine Tischer Germania                                            | Shauna Rohbock Elana Meyers Stati Uniti    |
| 12 dicembre 2008 | Igls                 | A due      | Helen Upperton Heather Moyse Canada        | Shauna Rohbock Valerie Fleming Stati Uniti                                          | Sandra Kiriasis Romy Logsch Germania       |
| 10 gennaio 2009  | Schönau am Königssee | A due      | Shauna Rohbock Valerie Fleming Stati Uniti | Nicola Minichiello Gillian Cooke Regno Unito e Sandra Kiriasis Romy Logsch Germania | non assegnato                              |
| 15 gennaio 2009  | Sankt Moritz         | A due      | Sandra Kiriasis Berit Wiacker Germania     | Cathleen Martini Janine Tischer Germania                                            | Nicola Minichiello Jackie Gunn Regno Unito |
| 16 gennaio 2009  | Sankt Moritz         | A due      | Sandra Kiriasis Berit Wiacker Germania     | Cathleen Martini Janine Tischer Germania                                            | Nicola Minichiello Jackie Gunn Regno Unito |
| 6 febbraio 2009  | Whistler             | A due      | Shauna Rohbock Elana Meyers Stati Uniti    | Kaillie Humphries Heather Moyse Canada                                              | Erin Pac Michelle Rzepka Stati Uniti       |
| 13 febbraio 2009 | Park City            | A due      | Cathleen Martini Janine Tischer Germania   | Kaillie Humphries Shelley-Ann Brown Canada                                          | Sandra Kiriasis Patricia Polifka Germania  |

## Classifiche

### Bob a due uomini
| Pos. | Nome pilota       | Nazione     | WIN | ALT | IGL | KÖN | STM-1 | STM-2 | WHI | PKC | Totale |
| ---- | ----------------- | ----------- | --- | --- | --- | --- | ----- | ----- | --- | --- | ------ |
| 1    | Beat Hefti        | Svizzera    | 1   | 3   | 2   | 11  | 3     | 3     | 2   | 3   | 1581   |
| 2    | André Lange       | Germania    | 2   | 1   | 4   | 7   | 11    | 2     | 5   | 6   | 1501   |
| 3    | Thomas Florschütz | Germania    | 3   | -   | 1   | 1   | 6     | 4     | 1   | 2   | 1453   |
| 4    | Ivo Rüegg         | Svizzera    | 16  | 5   | 8   | 2   | 2     | 8     | 5   | 4   | 1396   |
| 5    | Aleksandr Zubkov  | Russia      | 10  | 8   | 7   | 3   | 13    | 11    | 7   | 1   | 1321   |
| 6    | Simone Bertazzo   | Italia      | 8   | 15  | 9   | 10  | 5     | 10    | 14  | 8   | 1160   |
| 7    | Wolfgang Stampfer | Austria     | 19  | 10  | 10  | 14  | 7     | 5     | 13  | 10  | 1090   |
| 8    | Pierre Lueders    | Canada      | 5   | -   | 18  | -   | 1     | 1     | 3   | 7   | 1082   |
| 9    | Daniel Schmid     | Svizzera    | 11  | 7   | 10  | 9   | 15    | 12    | 12  | 22  | 1016   |
| 10   | Todd Hays         | Stati Uniti | 8   | 9   | 6   | 5   | 13    | 13    | 16  | -   | 1008   |

### Bob a quattro uomini
| Pos. | Nome pilota       | Nazione     | WIN | ALT | IGL | KÖN | STM | WHI | PKC-1 | PKC-2 | Totale |
| ---- | ----------------- | ----------- | --- | --- | --- | --- | --- | --- | ----- | ----- | ------ |
| 1    | Aleksandr Zubkov  | Russia      | 2   | 2   | 1   | 6   | 1   | 3   | 3     | 3     | 1646   |
| 2    | Jānis Miņins      | Lettonia    | 6   | 4   | 4   | 3   | 10  | 1   | 2     | 2     | 1549   |
| 3    | André Lange       | Germania    | 1   | 2   | 7   | 3   | 9   | -   | 7     | 12    | 1251   |
| 4    | Steven Holcomb    | Stati Uniti | 3   | 7   | 2   | -   | -   | 2   | 1     | 1     | 1238   |
| 5    | Wolfgang Stampfer | Austria     | 8   | 12  | 9   | 5   | 4   | 7   | 9     | 17    | 1224   |
| 6    | Ivo Rüegg         | Svizzera    | 14  | 6   | 13  | 15  | 7   | 8   | 5     | 4     | 1216   |
| 7    | Beat Hefti        | Svizzera    | 12  | 22  | 11  | 10  | 6   | 6   | 4     | 6     | 1184   |
| 8    | Karl Angerer      | Germania    | -   | 1   | -   | 1   | 3   | 9   | 6     | 11    | 1114   |
| 9    | Edwin van Calker  | Paesi Bassi | 14  | 16  | 5   | 2   | 13  | -   | 10    | 9     | 1098   |
| 10   | Pierre Lueders    | Canada      | 11  | -   | 17  | 8   | 8   | 4   | 12    | 7     | 1032   |

### Combinata uomini
| Pos. | Nome pilota       | Nazione     | WIN     | ALT     | IGL     | KÖN     | STM         | WHI    | PKC         | Totale |
| ---- | ----------------- | ----------- | ------- | ------- | ------- | ------- | ----------- | ------ | ----------- | ------ |
| 1    | Aleksandr Zubkov  | Russia      | 10 / 2  | 8 / 2   | 7 / 1   | 3 / 6   | 13 / 11 / 1 | 7 / 3  | 1 / 3 / 3   | 2967   |
| 2    | Beat Hefti        | Svizzera    | 1 / 12  | 3 / 22  | 2 / 11  | 11 / 10 | 3 / 3 / 6   | 2 / 6  | 3 / 4 / 6   | 2765   |
| 3    | André Lange       | Germania    | 2 / 1   | 1 / 2   | 4 / 7   | 7 / 3   | 11 / 2 / 9  | 5 / -  | 6 / 7 / 12  | 2752   |
| 4    | Ivo Rüegg         | Svizzera    | 16 / 14 | 5 / 6   | 8 / 13  | 2 / 15  | 2 / 8 / 7   | 5 / 8  | 4 / 5 / 4   | 2612   |
| 5    | Jānis Miņins      | Lettonia    | 22 / 6  | 19 / 4  | 19 / 4  | 12 / 3  | 4 / 7 / 10  | 9 / 1  | 21 / 2 / 2  | 2455   |
| 6    | Thomas Florschütz | Germania    | 3 / 9   | -       | 1 / 6   | 1 / 13  | 6 / 4 / 2   | 1 / 11 | 2 / 15 / 19 | 2425   |
| 7    | Wolfgang Stampfer | Austria     | 19 / 8  | 10 / 12 | 10 / 9  | 14 / 5  | 7 / 5 / 4   | 13 / 7 | 10 / 9 / 17 | 2314   |
| 8    | Pierre Lueders    | Canada      | 5 / 11  | -       | 18 / 17 | - / 8   | 1 / 1 / 8   | 3 / 4  | 7 / 12 / 7  | 2114   |
| 9    | Steven Holcomb    | Stati Uniti | 12 / 3  | 2 / 7   | 3 / 2   | -       | -           | 8 / 2  | 9 / 1 / 1   | 2088   |
| 10   | Karl Angerer      | Germania    | -       | 13 / 1  | -       | 3 / 1   | 12 / 6 / 3  | 18 / 9 | 11 / 6 / 11 | 1954   |

### Bob  donne
| Pos. | Nome pilota        | Nazione     | WIN | ALT | IGL | KÖN | STM-1 | STM-2 | WHI | PKC | Totale |
| ---- | ------------------ | ----------- | --- | --- | --- | --- | ----- | ----- | --- | --- | ------ |
| 1    | Sandra Kiriasis    | Germania    | 2   | 1   | 3   | 2   | 1     | 1     | 5   | 3   | 1679   |
| 2    | Cathleen Martini   | Germania    | 3   | 2   | 5   | 4   | 2     | 2     | 7   | 1   | 1599   |
| 3    | Nicola Minichiello | Regno Unito | 9   | 7   | 6   | 2   | 3     | 3     | 9   | 6   | 1434   |
| 4    | Shauna Rohbock     | Stati Uniti | 7   | 3   | 2   | 1   | 6     | 6     | 1   | -   | 1380   |
| 5    | Claudia Schramm    | Germania    | 5   | 5   | 9   | 7   | 4     | 7     | 10  | 7   | 1360   |
| 6    | Helen Upperton     | Canada      | 1   | 4   | 1   | 9   | 10    | 5     | 4   | -   | 1314   |
| 7    | Kaillie Humphries  | Canada      | 6   | 8   | 7   | 5   | 5     | -     | 2   | 2   | 1292   |
| 8    | Sabina Hafner      | Svizzera    | 10  | 6   | 8   | 8   | 7     | 8     | 12  | 4   | 1288   |
| 9    | Erin Pac           | Stati Uniti | 4   | 10  | 4   | 6   | 9     | 4     | 3   | -   | 1248   |
| 10   | Esmé Kamphuis      | Paesi Bassi | 13  | 11  | 10  | 10  | 11    | 9     | 8   | 8   | 1152   |